# European Darts Tour 2016
Die European Darts Tour 2016 war eine Reihe von Dartturnieren der PDC.
Die Turnierserie bestand aus zehn über das Jahr verteilten Turnieren in verschiedenen europäischen Städten. Die dortigen Ergebnisse hatten Einfluss auf die PDC Pro Tour Order of Merit, die für die Qualifikation mehrerer Major-Turniere maßgeblich war.

## Spielorte
Kein Turnier mehr gespielt wurde in Innsbruck, während Hamburg und Schwechat neue Spielorte waren.
| Venray |

| Sindelfingen |

| Unterschleißheim |

| Schwechat |

| Düsseldorf |

| Riesa |

| Hildesheim |

| Mülheim an der Ruhr |

| Hamburg |

| \| Gibraltar \| |
| Gibraltar       |

| Gibraltar |

## European Tour Events
Am Ende der Saison waren die Top 32 der European Tour Order of Merit, einer gesonderten Form der PDC Pro Tour Order of Merit, in die nur das Preisgeld der European Tour Events fließt, für die European Darts Championship 2016 qualifiziert.
| Nr. | Datum             | Event                     | Austragungsort                      | Sieger             | Ergebnis | Finalist        |
| --- | ----------------- | ------------------------- | ----------------------------------- | ------------------ | -------- | --------------- |
| 1   | 12.–14. Februar   | Dutch Darts Masters       | Venray, Evenementenhal              | Michael van Gerwen | 6 : 2    | Daryl Gurney    |
| 2   | 26.–28. März      | German Darts Masters      | Unterschleißheim, Ballhausforum     | Michael van Gerwen | 6 : 4    | Peter Wright    |
| 3   | 6.–8. Mai         | Gibraltar Darts Trophy    | Gibraltar, Victoria Stadium         | Michael van Gerwen | 6 : 2    | Dave Chisnall   |
| 4   | 13.–15. Mai       | European Darts Matchplay  | Hamburg, Inselparkhalle             | James Wade         | 6 : 2    | Dave Chisnall   |
| 5   | 10.–12. Juni      | Austrian Darts Open       | Wien, Multiversum Schwechat         | Phil Taylor        | 6 : 4    | Michael Smith   |
| 6   | 29.–31. Juli      | European Darts Open       | Düsseldorf, Maritim Hotel           | Michael van Gerwen | 6 : 5    | Peter Wright    |
| 7   | 2.–4. September   | International Darts Open  | Riesa, Sachsen-Arena                | Mensur Suljović    | 6 : 5    | Kim Huybrechts  |
| 8   | 9.–11. September  | European Darts Trophy     | Mülheim an der Ruhr, RWE Sporthalle | Michael van Gerwen | 6 : 5    | Mensur Suljović |
| 9   | 16.–18. September | European Darts Grand Prix | Sindelfingen, Glaspalast            | Michael van Gerwen | 6 : 2    | Peter Wright    |
| 10  | 14.–16. Oktober   | German Darts Championship | Hildesheim, Halle39                 | Alan Norris        | 6 : 5    | Jelle Klaasen   |

## Preisgeld
Pro Turnier wurden insgesamt £ 115.000 an Preisgeldern ausgeschüttet. Das Preisgeld verteilte sich unter den Teilnehmern wie folgt:
| Position (Anzahl der Spieler) | Position (Anzahl der Spieler) | Preisgeld |
| ----------------------------- | ----------------------------- | --------- |
| Gewinner                      | (1)                           | £ 25.000  |
| Finalist                      | (1)                           | £ 10.000  |
| Halbfinalisten                | (2)                           | £ 5.000   |
| Viertelfinalisten             | (4)                           | £ 3.500   |
| Achtelfinalisten              | (8)                           | £ 2.000   |
| Verlierer der 2. Runde        | (16)                          | £ 1.500   |
| Verlierer der Vorrunde        | (16)                          | £ 1.000   |
|                               |                               |           |
|                               |                               | £ 115.000 |

## European Tour Order of Merit
Die Top 32 der European Tour Order of Merit waren für die European Darts Championship 2016 qualifiziert.
(Endstand: 16. Oktober 2016)
| Platz | Spieler            | Preisgeld |
| ----- | ------------------ | --------- |
| 01    | Michael van Gerwen | £160,000  |
| 02    | Mensur Suljović    | £60,500   |
| 03    | Peter Wright       | £51,500   |
| 04    | James Wade         | £41,000   |
| 05    | Kim Huybrechts     | £38,500   |
| 06    | Dave Chisnall      | £38,000   |
| 07    | Alan Norris        | £37,500   |
| 08    | Jelle Klaasen      | £31,500   |
| 08    | Michael Smith      | £31,500   |
| 10    | Benito van de Pas  | £26,500   |
| 11    | Phil Taylor        | £25,000   |
| 12    | Terry Jenkins      | £23,000   |
| 12    | Ian White          | £23,000   |
| 14    | Stephen Bunting    | £21,000   |
| 15    | Daryl Gurney       | £20,500   |
| 16    | Simon Whitlock     | £18,500   |
| 17    | Gerwyn Price       | £16,500   |
| 17    | Joe Cullen         | £16,500   |
| 19    | Gary Anderson      | £14,000   |
| 20    | Kyle Anderson      | £12,000   |
| 20    | Robert Thornton    | £12,000   |
| 22    | Mervyn King        | £11,500   |
| 23    | Steve West         | £10,500   |
| 24    | James Wilson       | £10,000   |
| 24    | Jermaine Wattimena | £10,000   |
| 24    | Devon Petersen     | £10,000   |
| 24    | Max Hopp           | £10,000   |
| 28    | Cristo Reyes       | £9,500    |
| 28    | Justin Pipe        | £9,500    |
| 30    | Chris Dobey        | £9,000    |
| 30    | James Richardson   | £9,000    |
| 32    | Jamie Caven        | £8,500    |

## Deutschsprachige Teilnehmer
Im Folgenden werden die Ergebnisse aller deutschsprachigen Teilnehmer aufgelistet.
| Land        | Spieler              | Dutch Darts Masters | German Darts Masters | Gibraltar Darts Trophy | European Darts Matchplay | Austrian Darts Open | European Darts Open | International Darts Open | European Darts Trophy | European Darts Grand Prix | German Darts Championship |
| ----------- | -------------------- | ------------------- | -------------------- | ---------------------- | ------------------------ | ------------------- | ------------------- | ------------------------ | --------------------- | ------------------------- | ------------------------- |
| Deutschland | Robert Allenstein    |                     |                      |                        |                          |                     |                     |                          |                       | Letzte 48                 | Letzte 32                 |
| Deutschland | Jyhan Artut          | Letzte 48           |                      |                        | Letzte 48                |                     |                     |                          | Letzte 48             |                           |                           |
| Deutschland | Gabriel Clemens      |                     |                      |                        |                          |                     |                     |                          |                       | Letzte 48                 |                           |
| Deutschland | René Eidams          |                     | Letzte 32            |                        | Letzte 32                |                     |                     | Letzte 48                |                       |                           |                           |
| Deutschland | Fabian Herz          |                     | Letzte 48            |                        |                          |                     | Letzte 48           |                          |                       | Letzte 48                 |                           |
| Deutschland | Mike Holz            |                     |                      |                        |                          |                     |                     | Letzte 32                |                       |                           | Letzte 48                 |
| Deutschland | Max Hopp             |                     |                      | Achtelfinale           | Viertelfinale            |                     | Letzte 48           | Letzte 48                | Letzte 48             | Letzte 32                 |                           |
| Deutschland | Dragutin Horvat      |                     |                      |                        |                          |                     |                     | Viertelfinale            |                       | Letzte 48                 |                           |
| Schweiz     | Thomas Junghans      |                     | Letzte 48            |                        |                          |                     |                     |                          |                       |                           |                           |
| Osterreich  | Maik Langendorf      |                     |                      |                        | Letzte 32                |                     |                     | Letzte 48                |                       |                           |                           |
| Osterreich  | Zoran Lerchbacher    | Letzte 48           |                      |                        |                          | Letzte 32           |                     |                          | Letzte 32             |                           |                           |
| Osterreich  | Nico Mandl           |                     |                      |                        |                          | Letzte 48           |                     |                          |                       |                           |                           |
| Deutschland | Kevin Münch          |                     |                      |                        |                          |                     |                     |                          | Letzte 48             |                           |                           |
| Deutschland | Marko Puls           |                     | Letzte 48            |                        |                          |                     |                     |                          |                       |                           | Letzte 48                 |
| Osterreich  | Michael Rasztovits   |                     |                      | Letzte 32              |                          |                     |                     | Letzte 48                |                       |                           |                           |
| Deutschland | Holger Rettig        |                     |                      |                        |                          |                     | Letzte 48           |                          |                       |                           |                           |
| Osterreich  | Rowby-John Rodriguez | Letzte 32           |                      | Letzte 48              | Letzte 32                | Letzte 32           |                     |                          |                       |                           | Letzte 32                 |
| Osterreich  | Roxy-James Rodriguez |                     |                      |                        |                          | Letzte 48           |                     |                          |                       |                           |                           |
| Deutschland | Martin Schindler     | Letzte 48           |                      |                        |                          |                     | Letzte 48           |                          | Letzte 32             | Letzte 32                 |                           |
| Deutschland | Tomas Seyler         |                     | Letzte 48            |                        |                          |                     |                     |                          |                       |                           |                           |
| Deutschland | Stefan Stoyke        |                     |                      |                        |                          |                     | Letzte 32           |                          |                       |                           | Letzte 48                 |
| Osterreich  | Mensur Suljović      | Halbfinale          | Letzte 32            | Viertelfinale          | Viertelfinale            | Letzte 32           | Viertelfinale       | Sieg                     | Finale                | Achtelfinale              | Halbfinale                |
| Deutschland | Justin Webers        |                     |                      |                        |                          |                     |                     |                          | Letzte 48             |                           |                           |
| Deutschland | Andree Welge         | Letzte 48           |                      |                        | Letzte 48                |                     |                     |                          |                       |                           |                           |